# Walerij Paniuszkin
Walerij Walerjewicz Paniuszkin (ros. Валерий Валерьевич Панюшкин; ur. 26 czerwca 1969 w Leningradzie) – rosyjski dziennikarz, pisarz.
Ukończył Państwowy Instytut Sztuki Teatralnej im. A.W. Łunaczarskiego. Pracował jako korespondent specjalny rosyjskiego dziennika Kommiersant i prowadzi swoją rubrykę na portalu Gazeta.ru. Rubryka ta przyniosła Paniuszkinowi w 2005 roku nagrodę Złote pióro Rosji. Autor książki Michaił Chodorkowski. Więzień ciszy, 2005 (wyd. w Polsce w listopadzie 2006) o Michaile Chodorkowskim oraz współautor książki Gazprom. Rosyjska broń (wyd. w Polsce w maju 2008). Mieszka w Moskwie.